# 24 Hores de Montjuïc 1985
L'edició de 1985 de les 24 Hores de Montjuïc fou la 31a d'aquesta prova, organitzada per la Penya Motorista Barcelona al Circuit de Montjuïc el cap de setmana del 13 al 14 de juliol.
Fou una edició marcada per la mort de l'alemany Niklaus Rück, qui topà contra un fanal després de recórrer més de 200 metres pel parterre esquerre, en sortir accidentalment de la pista prop de la recta de l'estadi. Fou evacuat a l'Hospital Clínic, on ingressà cadàver.

## Classificació general

El Circuit de Montjuïc

| Posició | Dorsal | Pilot 1         | Pilot 2         | Pilot 3           | Motocicleta | Voltes |
| ------- | ------ | --------------- | --------------- | ----------------- | ----------- | ------ |
| 1       | 1      | Benjamí Grau    | Quique De Juan  | Joan Garriga      | Ducati 750  | 730    |
| 2       | 3      | Juan Cano       | Mingo Parés     | Josep Manuel Rosa | Yamaha      | 712    |
| 3       | 14     | Bert Philippi   | Van Tiel        | Dirk Benelman     | Honda       | 711    |
| 4       | 11     | Steve Colville  | Stephen Bateman | Mike Capon        | Suzuki      | 709    |
| 5       | 31     | K. Blake        | M. Bowen        | C. Marshall       | Kawasaki    | 696    |
| 6       | 2      | Domingo Gil     | Jordi Castany   | G. Moreno         | Yamaha      | 694    |
| 7       | 25     | Albert          | Amayel          | Granie            | Suzuki      | 688    |
| 8       | 30     | Jacinto Moriana | Xavier Marquès  | Lluís Albero      | Yamaha      | 675    |
| 9       | 44     | Perezagua       | Casas           | Martínez          | Yamaha      | 675    |
| 10      | 37     | Fernández       | Sanmartín       | Mújica            | Yamaha      | 671    |

1. ↑  Velocitat mitjana: 115,299 km/h.

## Trofeus addicionals
- XXXI Trofeu "Centauro" de El Mundo Deportivo: Ducati (Benjamí Grau - Quique De Juan - Joan Garriga)